# Vitor Roque
Vitor Hugo Roque Ferreira, meglio noto come Vitor Roque (Timóteo, 28 febbraio 2005), è un calciatore brasiliano, attaccante del Palmeiras e della nazionale brasiliana.

## Caratteristiche tecniche
Attaccante di piede destro, molto veloce, tecnico e dotato di grande forza fisica,
può giocare sia come prima punta che come ala su entrambi i lati del campo. Per le sue caratteristiche, viene paragonato all'ex calciatore brasiliano Ronaldo.
Nel 2022, è stato inserito nella lista "Next Generation" dei sessanta migliori talenti nati nel 2005, redatta dal quotidiano inglese The Guardian.

## Carriera

### Club

#### Gli inizi
Cresciuto nel settore giovanile del Cruzeiro, ha esordito in prima squadra il 13 ottobre 2021, disputando l'incontro di Série B pareggiato per 0-0 contro il Botafogo. Realizza la sua prima rete da professionista il 20 febbraio 2022, nel pareggio per 2-2 contro il Villa Nova nel Campionato Mineiro.
Il 13 aprile 2022 viene acquistato dall'Athl. Paranaense, con cui debutta cinque giorni più tardi nel Brasileirão, giocando l'incontro perso per 0-1 contro l'Atlético Mineiro. Il 29 maggio dello stesso anno realizza la sua prima rete nella massima divisione brasiliana, contribuendo alla vittoria esterna contro il Cuiabá (0-1).

#### Barcellona e prestito al Betis
L'11 luglio 2023, viene comunicato l'acquisto del giocatore a titolo definitivo da parte del Barcellona; il trasferimento viene reso effettivo dal 1º gennaio 2024. Il 30 gennaio 2024 segna la sua prima rete contro l'Osasuna, regalando così la vittoria alla squadra.
Il 24 agosto 2024 viene ceduto in prestito annuale con diritto di riscatto al Betis.

#### Palmeiras
Il 28 febbraio 2025, pochi giorni dopo avere rescisso il prestito al Betis, viene ceduto a titolo definitivo al Palmeiras per 25,5 milioni di euro.

### Nazionale
Nel dicembre del 2022, viene incluso nella rosa brasiliana partecipante al campionato sudamericano Under-20 del 2023, tenutosi in Colombia. Al termine della manifestazione, oltre a vincere il trofeo, si laurea capocannoniere con sei reti, insieme al connazionale Andrey Santos.
Il 25 marzo 2023 debutta in nazionale maggiore, subentrando a Rodrygo al 65' dell'amichevole persa contro il Marocco (2-1). Nell'occasione, a 18 anni e 25 giorni, diventa l'esordiente più giovane della Seleção nel XXI secolo.

## Statistiche

### Presenze e reti nei club
Statistiche aggiornate al 7 giugno 2025.
| Stagione                | Squadra                 | Campionato              | Campionato | Campionato | Coppe nazionali | Coppe nazionali | Coppe nazionali | Coppe continentali | Coppe continentali | Coppe continentali | Altre coppe | Altre coppe | Altre coppe | Totale | Totale |
| Stagione                | Squadra                 | Comp                    | Pres       | Reti       | Comp            | Pres            | Reti            | Comp               | Pres               | Reti               | Comp        | Pres        | Reti        | Pres   | Reti   |
| ----------------------- | ----------------------- | ----------------------- | ---------- | ---------- | --------------- | --------------- | --------------- | ------------------ | ------------------ | ------------------ | ----------- | ----------- | ----------- | ------ | ------ |
| 2021                    | Cruzeiro                | M1/MG+B                 | 0+5        | 0          | CB              | 0               | 0               | -                  | -                  | -                  | -           | -           | -           | 5      | 0      |
| gen.-apr. 2022          | Cruzeiro                | M1/MG+B                 | 8+1        | 3+0        | CB              | 2               | 3               | -                  | -                  | -                  | -           | -           | -           | 11     | 6      |
| Totale Cruzeiro         | Totale Cruzeiro         | Totale Cruzeiro         | 14         | 3          |                 | 2               | 3               |                    | -                  | -                  |             | -           | -           | 16     | 6      |
| apr.-dic. 2022          | Athl. Paranaense        | A1/PR+A                 | 0+29       | 0+5        | CB              | 0               | 0               | CL                 | 7                  | 2                  | -           | -           | -           | 36     | 7      |
| 2023                    | Athl. Paranaense        | A1/PR+A                 | 6+25       | 4+12       | CB              | 6               | 1               | CL                 | 8                  | 4                  | -           | -           | -           | 45     | 21     |
| Totale Athl. Paranaense | Totale Athl. Paranaense | Totale Athl. Paranaense | 60         | 21         |                 | 6               | 1               |                    | 15                 | 6                  |             | -           | -           | 81     | 28     |
| gen.-giu. 2024          | Barcellona              | PD                      | 14         | 2          | CR              | 2               | 0               | UCL                | -                  | -                  | SS          | -           | -           | 16     | 2      |
| 2024-feb. 2025          | Betis                   | PD                      | 22         | 4          | CR              | 4               | 3               | UECL               | 7                  | 0                  | -           | -           | -           | 33     | 7      |
| 2025                    | Palmeiras               | A1/SP+A                 | 3+10       | 0+2        | CB              | 2               | 0               | CL                 | 4                  | 1                  | CmC         | -           | -           | 19     | 3      |
| Totale carriera         | Totale carriera         | Totale carriera         | 123        | 32         |                 | 16              | 7               |                    | 26                 | 7                  |             | -           | -           | 165    | 46     |

### Cronologia presenze e reti in nazionale
| Cronologia completa delle presenze e delle reti in nazionale ― Brasile | Cronologia completa delle presenze e delle reti in nazionale ― Brasile | Cronologia completa delle presenze e delle reti in nazionale ― Brasile | Cronologia completa delle presenze e delle reti in nazionale ― Brasile | Cronologia completa delle presenze e delle reti in nazionale ― Brasile | Cronologia completa delle presenze e delle reti in nazionale ― Brasile | Cronologia completa delle presenze e delle reti in nazionale ― Brasile | Cronologia completa delle presenze e delle reti in nazionale ― Brasile |
| Data                                                                   | Città                                                                  | In casa                                                                | Risultato                                                              | Ospiti                                                                 | Competizione                                                           | Reti                                                                   | Note                                                                   |
| ---------------------------------------------------------------------- | ---------------------------------------------------------------------- | ---------------------------------------------------------------------- | ---------------------------------------------------------------------- | ---------------------------------------------------------------------- | ---------------------------------------------------------------------- | ---------------------------------------------------------------------- | ---------------------------------------------------------------------- |
| 25-3-2023                                                              | Tangeri                                                                | Marocco                                                                | 2 – 1                                                                  | Brasile                                                                | Amichevole                                                             | -                                                                      | 65’                                                                    |
| Totale                                                                 |                                                                        | Presenze                                                               | 1                                                                      |                                                                        | Reti                                                                   | 0                                                                      |                                                                        |

## Palmarès

### Club

#### Competizioni statali
- Campionato Paranaense: 1

Athl. Paranaense: 2023

### Nazionale
- Campionato sudamericano Under-20: 1

Colombia 2023

### Individuale
- Capocannoniere del Campionato sudamericano Under-20: 1

Colombia 2023 (6 gol, a pari merito con Andrey Santos)